# Christian Vieri
Christian Vieri (sinh 12 tháng 7 năm 1973 tại Bologna, Ý), biệt danh Bobo, là một cựu cầu thủ bóng đá người Ý, thi đấu ở vị trí tiền đạo trung tâm.
Vieri là một thành viên của FIFA 100, danh sách bao gồm 125 cầu thủ bóng đá còn sống vĩ đại nhất lịch sử do Vua bóng đá Pelé lựa chọn trong dịp kỷ niệm 100 năm thành lập FIFA. Trong nhiều năm Vieri được xem như một trong những tiền đạo xuất sắc nhất châu Âu, đồng thời là cầu thủ đắt giá nhất thế giới khi Inter Milan chiêu mộ anh từ Lazio với giá 32 triệu bảng (43 triệu euro) năm 1999. Trong suốt sự nghiệp của mình Vieri đã thi đấu cho 12 câu lạc bộ khác nhau, hầu hết ở Italia, cũng như ở Pháp và Tây Ban Nha. Anh bắt đầu sự nghiệp chuyên nghiệp trong màu áo Torino năm 1991, nhưng những năm tháng rực rỡ và thành công nhất trong sự nghiệp trải qua dưới màu áo Juventus, Atlético Madrid, Lazio và Inter Milan.
Bên cạnh những danh hiệu tập thể, Vieri cũng sở hữu hàng loạt những danh hiệu cá nhân như Vua phá lưới giải vô địch quốc gia Italia Serie A, Vua phá lưới giải vô địch quốc gia Tây Ban Nha La Liga, 2 lần là cầu thủ Italia xuất sắc nhất Serie A. Cùng với Roberto Baggio và Paolo Rossi, Vieri là cầu thủ Italia ghi nhiều bàn thắng nhất tại các vòng chung kết World Cup với 9 bàn thắng trong 2 giải đấu năm 1998 và 2002.
Vieri giải nghệ ngày 22/10/2009 ở tuổi 36 sau khi bị Atalanta thanh lý hợp đồng.

## Tiểu sử
Sinh ra tại Bologna, Italia, nhưng gia đình anh đã chuyển đến Úc một thời gian và sinh sống tại vùng ngoại ô Wetherill Park. Anh tốt nghiệp tường trung học ở Sydney. Cha anh, Roberto Vieri là cầu thủ bóng chày chơi cho câu lạc bộ Marconi Stallions ở Sydney, em trai của anh, Massimiliano "Max" Vieri cũng là một cầu thủ bóng đá nhưng đại diện cho đội tuyển Úc. Vieri đã chơi bóng cho Marconi Juniors từ khi còn là một cậu bé nhưng gia đình anh lại sớm quay về Ý.

## Sự nghiệp

### Câu lạc bộ

Vieri mùa giải 1996-1997 trong màu áo Torino

Vieri bắt đầu sự nghiệp chuyên nghiệp năm 1989 tại Prato AC 1908 thuộc Serie C1. Mùa bóng tiếp theo Vieri chơi trận đầu tiên ở Serie A dưới màu áo câu lạc bộ thành Turin Torino. Với chỉ 1 bàn thắng trong 7 trận, Vieri được đưa tới Pisa thuộc Serie B. Sau khi trải qua hàng loạt câu lạc bộ ở Serie B, mùa bóng 1995/1996 Vieri trở lại Serie A dưới màu áo Atalanta. Một năm sau Vieri chuyển tới Juventus và cùng câu lạc bộ giành Scudetto và ngôi vị Á quân UEFA Champions League 1996-97. Mùa giải 1997/1998, Vieri tới Tây Ban Nha đầu quân cho Atlético Madrid và giành danh hiệu Pichichi (Vua phá lưới La Liga) với 24 bàn thắng sau 24 trận.
Sau World Cup 1998, Vieri chuyển tới Lazio với giá 23.6 triệu euro và giành chiếc Cúp C2 cuối cùng cùng câu lạc bộ năm 1999. Mùa hè năm 1999, Inter Milan lập kỉ lục chuyển nhượng cầu thủ bóng đá khi đó khi đưa Vieri về với nửa xanh thành Milan với giá 31 triệu euro. Tại Inter Milan anh đã giành danh hiệu Vua Phá Lưới Serie A mùa giải 2002/2003 với 24 bàn thắng sau 23 trận. Sau 5 năm tại Inter Milan (ghi 114 bàn sau 177 trận), Vieri chuyển sang đội bóng cùng thành phố với Inter là AC Milan vào mùa hè năm 2005 nhưng không để lại nhiều ấn tượng với chỉ 1 bàn thắng trong 13 trận. Anh tới Monaco vào kì chuyển nhượng mùa đông 2005 nhưng chấn thương và sa sút phong độ nên Vieri không được triệu tập vào ĐTQG tham dự VCK World Cup 2006, giải đấu mà Italia đã lên ngôi vô địch. Mùa bóng 2006-2007 Vieri quay lại Serie A thi đấu cho Atalanta và chuyển tới Fiorentina vào mùa bóng tiếp theo. Sau khi quay về Atalanta, anh đã không kiếm được cho mình 1 vị trí chính thức và đã giải nghệ ở tuổi 36, sau một thời gian dài thất nghiệp.

### Đội tuyển quốc gia
Phong độ ấn tượng trong màu áo Atlético Madrid (vua phá lưới La Liga với 24 bàn sau 24 trận) giúp anh được huấn luyện viên Cesare Maldini triệu tập vào đội hình Ý tham dự World Cup 1998 và ghi 5 bàn trong 5 trận trước khi Ý bị chủ nhà Pháp loại ở Tứ kết sau loạt Penalty.
Trước Euro 2000 Vieri bị chấn thương nên không tham dự giải đấu này.
Mùa hè năm 2002, Vieri tham dự World Cup 2002 cùng đội tuyển Ý (Ý bị loại ở vòng 2 bởi đồng chủ nhà Hàn Quốc) và ghi 4 bàn sau 4 trận đấu. Với thành tích này Vieri sánh ngang cùng với Paolo Rossi và Roberto Baggio trong vai trò những cầu thủ ghi nhiều bàn thắng nhất cho Ý tại các World Cup (9 bàn).
Mùa hè 2004, Vieri cùng đội tuyển Italia tham dự Euro 2004, được kì vọng rất nhiều nhưng đây lại là một giải đấu thất vọng của cả Vieri và Italia khi Italia dù được đánh giá là ứng cử viên hàng đầu cho chức vô địch nhưng đã bị loại ngay từ vòng bảng, còn Vieri thì thi đấu đủ 3 trận nhưng không ghi được bàn thắng nào. Đây cũng là giải đấu lớn cuối cùng của Vieri trong màu áo đội tuyển, trong suốt quãng thời gian 1998-2005 anh luôn là tiền đạo số một của đội và đã ghi 23 bàn trong 48 lần xuất hiện.

## Phong cách thi đấu
Vieri là mẫu tiền đạo toàn diện, nhanh nhẹn, đầy sức mạnh với khả năng chớp cơ hội và đánh hơi bàn thắng cực tốt . Vieri là mẫu tiền đạo cắm cổ điển với lối chơi đầy sức mạnh và khả năng tì đè, làm tường cũng như chiếm lĩnh không gian rất tốt. Nhờ vào khả năng ghi bàn đáng nể, Vieri được xem như một trong những tiền đạo xuất sắc nhất của bóng đá Ý và một trong những tiền đạo xuất sắc nhất trong thế hệ của mình . Trong thời kỳ đỉnh cao, phong cách thi đấu đầy sức mạnh, tốc độ nhưng cũng rất kỹ thuật của Vieri được so sánh với huyền thoại Luigi Riva . Dù sở hữu khả năng ghi bàn xuất sắc, trong sự nghiệp Vieri phải chịu nhiều chấn thương mà sau này đã ảnh hưởng lớn tới tốc độ, thể lực và khả năng xoay xở của Vieri trong những năm về sau . Thuận chân trái nhưng Vieri đã ghi không ít bàn thắng bằng chân phải cũng như đánh đầu hay những pha vô-lê, Vieri cũng sở hữu những cú sút xa uy lực với độ chính xác cao và khả năng sút penalty tốt . Bên cạnh khả năng ghi bàn, Vieri còn rất giỏi trong việc kiến tạo cho đồng đội nhờ khả năng làm tường và thi đấu quay lưng lại với khung thành .

## Thống kê sự nghiệp

### Câu lạc bộ
| Thành tích câu lạc bộ | Thành tích câu lạc bộ | Thành tích câu lạc bộ | Giải VĐQG | Giải VĐQG | Cúp             | Cúp             | Khác              | Khác              | Châu lục | Châu lục | Tổng | Tổng |
| Mùa giải              | CLB                   | Hạng                  | Trận      | Bàn       | Trận            | Bàn             | Trận              | Bàn               | Trận     | Bàn      | Trận | Bàn  |
| Ý                     | Ý                     | Ý                     | VĐQG      | VĐQG      | Coppa Italia    | Coppa Italia    | UEFA Super Cup    | UEFA Super Cup    | Châu Âu  | Châu Âu  | Tổng | Tổng |
| --------------------- | --------------------- | --------------------- | --------- | --------- | --------------- | --------------- | ----------------- | ----------------- | -------- | -------- | ---- | ---- |
| 1991–92               | Torino                | Serie A               | 6         | 1         | 1               | 1               | –                 | –                 | 0        | 0        | 7    | 2    |
| 1992–93               | Torino                | Serie A               | 1         | 0         | 1               | 0               | –                 | –                 | 0        | 0        | 2    | 0    |
| 1992–93               | Pisa                  | Serie B               | 18        | 2         | 0               | 0               | –                 | –                 | –        | –        | 18   | 2    |
| 1993–94               | Ravenna               | Serie B               | 32        | 12        | 0               | 0               | –                 | –                 | –        | –        | 32   | 12   |
| 1994–95               | Venezia               | Serie B               | 29        | 11        | 0               | 0               | –                 | –                 | –        | –        | 29   | 11   |
| 1995–96               | Atalanta              | Serie A               | 19        | 7         | 2               | 2               | –                 | –                 | –        | –        | 21   | 9    |
| 1996–97               | Juventus              | Serie A               | 23        | 8         | 5               | 1               | 1                 | 1                 | 8        | 4        | 37   | 14   |
| Tây Ban Nha           | Tây Ban Nha           | Tây Ban Nha           | VĐQG      | VĐQG      | Copa del Rey    | Copa del Rey    | Supercopa         | Supercopa         | Châu Âu  | Châu Âu  | Tổng | Tổng |
| 1997–98               | Atlético Madrid       | La Liga               | 24        | 24        | 1               | 0               | –                 | –                 | 7        | 5        | 32   | 29   |
| Ý                     | Ý                     | Ý                     | VĐQG      | VĐQG      | Coppa Italia    | Coppa Italia    | Supercoppa        | Supercoppa        | Châu Âu  | Châu Âu  | Tổng | Tổng |
| 1998–99               | Lazio                 | Serie A               | 22        | 12        | 2               | 1               | 0                 | 0                 | 4        | 1        | 28   | 14   |
| 1999–2000             | Inter Milan           | Serie A               | 201       | 13        | 5               | 5               | –                 | –                 | –        | –        | 25   | 18   |
| 2000–01               | Inter Milan           | Serie A               | 27        | 18        | 0               | 0               | 0                 | 0                 | 5        | 1        | 32   | 19   |
| 2001–02               | Inter Milan           | Serie A               | 25        | 22        | 1               | 0               | –                 | –                 | 2        | 3        | 28   | 25   |
| 2002–03               | Inter Milan           | Serie A               | 23        | 24        | 0               | 0               | –                 | –                 | 14       | 3        | 37   | 27   |
| 2003–04               | Inter Milan           | Serie A               | 22        | 13        | 1               | 0               | –                 | –                 | 9        | 4        | 32   | 17   |
| 2004–05               | Inter Milan           | Serie A               | 27        | 13        | 3               | 3               | –                 | –                 | 6        | 1        | 36   | 17   |
| 2005–06               | A.C. Milan            | Serie A               | 8         | 1         | 1               | 1               | –                 | –                 | 5        | 0        | 14   | 2    |
| Pháp                  | Pháp                  | Pháp                  | VĐQG      | VĐQG      | Coupe de France | Coupe de France | Coupe de la Ligue | Coupe de la Ligue | Châu Âu  | Châu Âu  | Tổng | Tổng |
| 2005–06               | Monaco                | Ligue 1               | 7         | 3         | 0               | 0               | 2                 | 1                 | 2        | 1        | 11   | 5    |
| Ý                     | Ý                     | Ý                     | VĐQG      | VĐQG      | Coppa Italia    | Coppa Italia    | Supercoppa        | Supercoppa        | Châu Âu  | Châu Âu  | Tổng | Tổng |
| 2006–07               | Atalanta              | Serie A               | 7         | 2         | 0               | 0               | –                 | –                 | –        | –        | 7    | 2    |
| 2007–08               | Fiorentina            | Serie A               | 26        | 6         | 1               | 0               | –                 | –                 | 12       | 3        | 39   | 9    |
| 2008–09               | Atalanta              | Serie A               | 9         | 2         | 0               | 0               | –                 | –                 | –        | –        | 9    | 2    |
| Tổng                  | Ý                     | Ý                     | 344       | 167       | 23              | 14              | 1                 | 1                 | 65       | 20       | 433  | 202  |
| Tổng                  | Tây Ban Nha           | Tây Ban Nha           | 24        | 24        | 1               | 0               | —                 | —                 | 7        | 5        | 32   | 29   |
| Tổng                  | Pháp                  | Pháp                  | 7         | 3         | 0               | 0               | 2                 | 1                 | 2        | 1        | 11   | 5    |
| Tổng sự nghiệp        | Tổng sự nghiệp        | Tổng sự nghiệp        | 375       | 194       | 24              | 14              | 3                 | 2                 | 74       | 26       | 476  | 236  |

### Đội tuyển quốc gia
| Đội tuyển bóng đá quốc gia Ý | Đội tuyển bóng đá quốc gia Ý | Đội tuyển bóng đá quốc gia Ý |
| Năm                          | Số lần ra sân                | Số bàn thắng                 |
| ---------------------------- | ---------------------------- | ---------------------------- |
| 1997                         | 7                            | 2                            |
| 1998                         | 7                            | 6                            |
| 1999                         | 5                            | 2                            |
| 2000                         | 1                            | 0                            |
| 2001                         | 2                            | 0                            |
| 2002                         | 8                            | 5                            |
| 2003                         | 6                            | 4                            |
| 2004                         | 7                            | 3                            |
| 2005                         | 6                            | 1                            |
| Tổng cộng                    | 49                           | 23                           |

### Bàn thắng quốc tế
| Vieri – bàn thắng cho đội tuyển Ý | Vieri – bàn thắng cho đội tuyển Ý | Vieri – bàn thắng cho đội tuyển Ý                  | Vieri – bàn thắng cho đội tuyển Ý | Vieri – bàn thắng cho đội tuyển Ý | Vieri – bàn thắng cho đội tuyển Ý | Vieri – bàn thắng cho đội tuyển Ý |
| #                                 | Ngày                              | Địa điểm                                           | Đối thủ                           | Bàn thắng                         | Kết quả                           | Giải đấu                          |
| --------------------------------- | --------------------------------- | -------------------------------------------------- | --------------------------------- | --------------------------------- | --------------------------------- | --------------------------------- |
| 1.                                | 29 tháng 3 năm 1997               | Sân vận động Nereo Rocco, Trieste, Ý               | Moldova                           | 2–0                               | 3–0                               | Vòng loại World Cup 1998          |
| 2.                                | 29 tháng 10 năm 1997              | Sân vận động Dynamo, Moskva, Nga                   | Nga                               | 0–1                               | 1–1                               | Vòng loại World Cup 1998          |
| 3.                                | 11 tháng 6 năm 1998               | Parc Lescure, Bordeaux, Pháp                       | Chile                             | 1–0                               | 2–2                               | World Cup 1998                    |
| 4.                                | 17 tháng 6 năm 1998               | Sân vận động Mosson, Montpellier, France           | Cameroon                          | 2–0                               | 3–0                               | World Cup 1998                    |
| 5.                                | 17 tháng 6 năm 1998               | Sân vận động Mosson, Montpellier, France           | Cameroon                          | 3–0                               | 3–0                               | World Cup 1998                    |
| 6.                                | 23 tháng 6 năm 1998               | Stade de France, Saint-Denis, Pháp                 | Áo                                | 1–0                               | 2–1                               | World Cup 1998                    |
| 7.                                | 27 tháng 6 năm 1998               | Sân vận động Vélodrome, Marseille, Pháp            | Na Uy                             | 1–0                               | 1–0                               | World Cup 1998                    |
| 8.                                | 5 tháng 9 năm 1998                | Anfield, Liverpool, Anh                            | Wales                             | 0–2                               | 0–2                               | Vòng loại Euro 2000               |
| 9.                                | 5 tháng 6 năm 1999                | Sân vận động Renato Dall'Ara, Bologna, Ý           | Wales                             | 1–0                               | 4–0                               | Vòng loại Euro 2000               |
| 10.                               | 8 tháng 9 năm 1999                | Sân vận động San Paolo, Napoli, Ý                  | Đan Mạch                          | 2–0                               | 2–3                               | Vòng loại Euro 2000               |
| 11.                               | 3 tháng 6 năm 2002                | Sapporo Dome, Sapporo, Nhật Bản                    | Ecuador                           | 1–0                               | 2–0                               | World Cup 2002                    |
| 12.                               | 3 tháng 6 năm 2002                | Sapporo Dome, Sapporo, Nhật Bản                    | Ecuador                           | 2–0                               | 2–0                               | World Cup 2002                    |
| 13.                               | 8 tháng 6 năm 2002                | Sân vận động bóng đá Kashima, Kashima, Nhật Bản    | Croatia                           | 1–0                               | 1–2                               | World Cup 2002                    |
| 14.                               | 18 tháng 6 năm 2002               | Sân vận động World Cup Daejeon, Daejeon, Hàn Quốc  | Hàn Quốc                          | 0–1                               | 2–1                               | World Cup 2002                    |
| 15.                               | 20 tháng 11 năm 2002              | Sân vận động Adriatico, Pescara, Ý                 | Thổ Nhĩ Kỳ                        | 1–1                               | 1–1                               | Giao hữu                          |
| 16.                               | 29 tháng 3 năm 2003               | Sân vận động Renzo Barbera, Palermo, Ý             | Phần Lan                          | 1–0                               | 2–0                               | Vòng loại Euro 2004               |
| 17.                               | 29 tháng 3 năm 2003               | Sân vận động Renzo Barbera, Palermo, Ý             | Phần Lan                          | 2–0                               | 2–0                               | Vòng loại Euro 2004               |
| 18.                               | 20 tháng 8 năm 2003               | Sân vận động Gottlieb Daimler, Stuttgart, Đức      | Đức                               | 0–1                               | 0–1                               | Giao hữu                          |
| 19.                               | 11 tháng 10 năm 2003              | Sân vận động Oreste Granillo, Reggio Calabria, Ý   | Azerbaijan                        | 1–0                               | 4–0                               | Vòng loại Euro 2004               |
| 20.                               | 18 tháng 2 năm 2004               | Sân vận động Renzo Barbera, Palermo, Italy         | Cộng hòa Séc                      | 1–0                               | 2–2                               | Giao hữu                          |
| 21.                               | 31 tháng 3 năm 2004               | Sân vận động Municipal de Braga, Braga, Bồ Đào Nha | Bồ Đào Nha                        | 1–1                               | 1–2                               | Giao hữu                          |
| 22.                               | 28 tháng 4 năm 2004               | Sân vận động Luigi Ferraris, Genoa, Ý              | Tây Ban Nha                       | 1–1                               | 1–1                               | Giao hữu                          |
| 23.                               | 12 tháng 10 năm 2005              | Sân vận động Via del Mare, Lecce, Ý                | Moldova                           | 1–0                               | 2–1                               | Vòng loại World Cup 2006          |